# چرچیل داونز

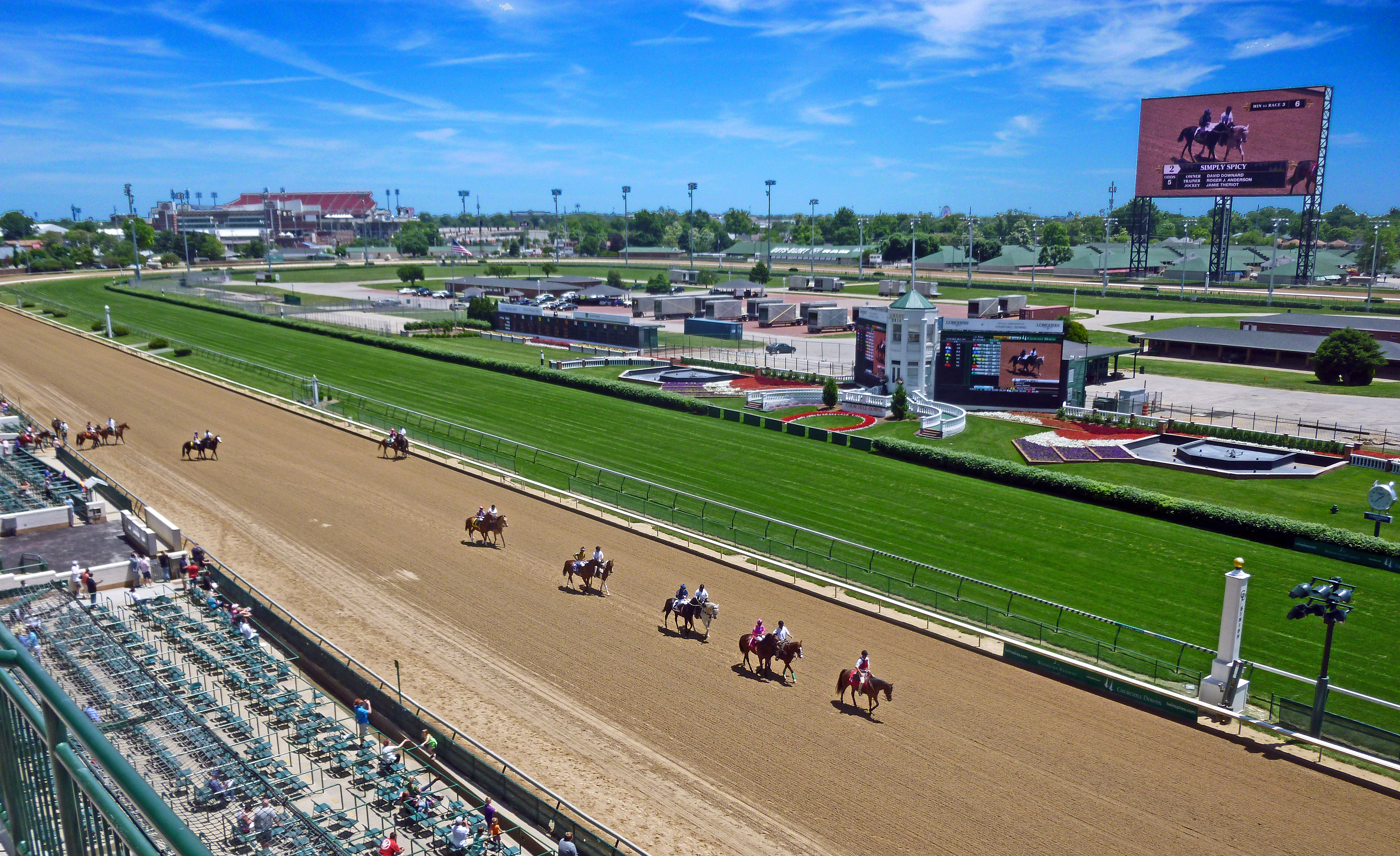
نمایی از مجموعهٔ چرچیل داونز.

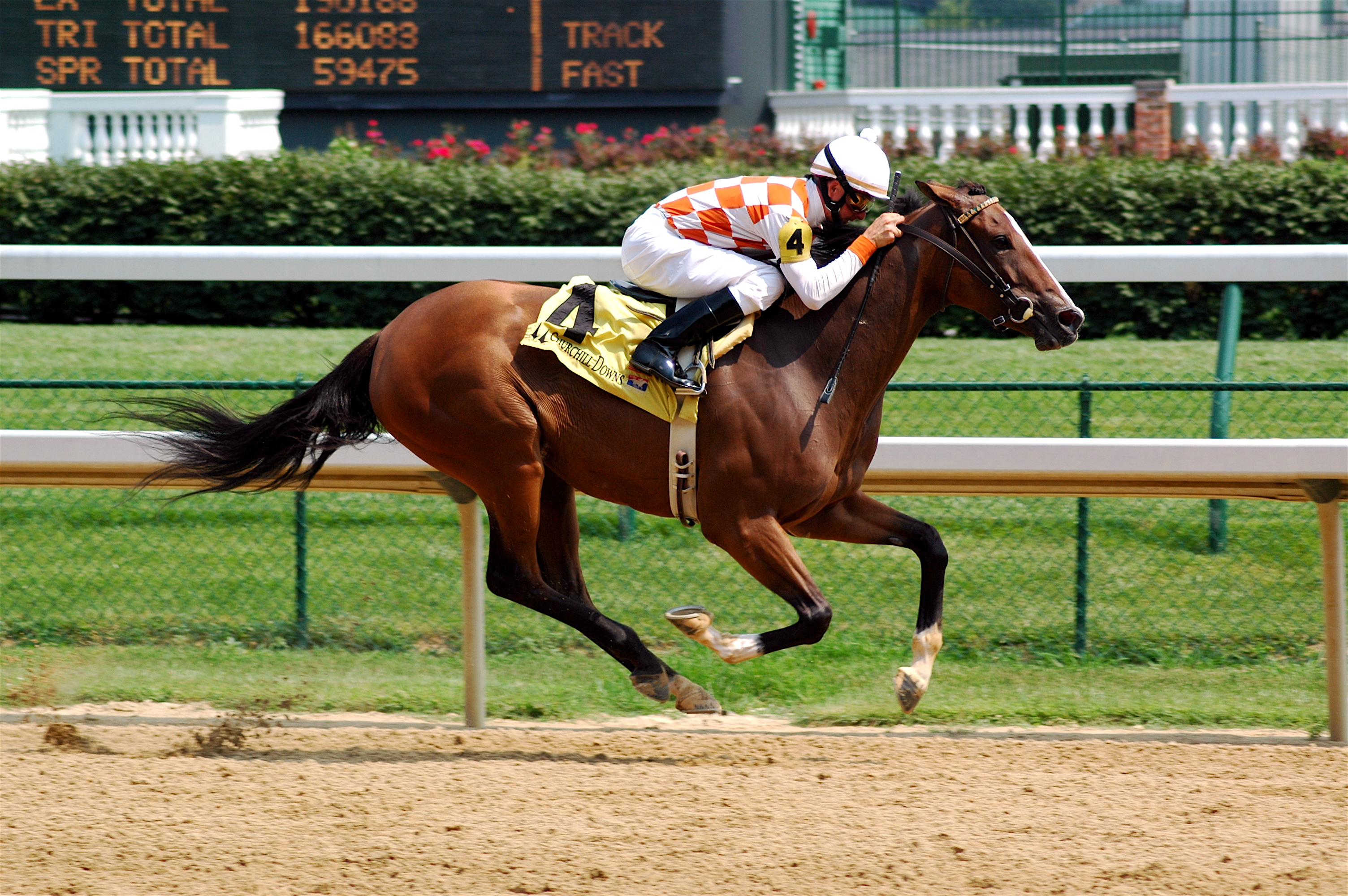
یک اسب‌سوار در حین مسابقه در مجموعهٔ چرچیل داونز.

چرچیل داونز (به انگلیسی: Churchill Downs) یک مجموعهٔ بزرگ اسب‌دوانی است که در لوییویل، کنتاکی واقع شده‌است و به دلیل میزبانی سالانهٔ کنتاکی دربی، بزرگ‌ترین مسابقهٔ اسب‌دوانی آمریکا مشهور است.
چرچیل داونز در سال ۱۸۷۵ میلادی افتتاح شد و به افتخار ساموئل چرچیل نام‌گذاری شد. ظرفیت تماشاچی‌ها در مجموعهٔ چرچیل داونز بالغ بر ۱۵۰هزار نفر است.